# 奥迪A6
奥迪A6（英語：Audi A6）是一款由奥迪生产的豪华汽车，有轿车和旅行车两种车型，在此基礎上發展出奧迪S6和RS6。它的主要竞争对手包括梅塞德斯-奔驰E级、宝马5系、捷豹XF及雷克萨斯GS。

## C4 (1994-1997)
原本車名為Audi 100，此代車型銷售中期車名改為A6。底盤懸吊系統基本上和上一代Audi 100相同，只是尺寸擴增。風阻係數減為0.29，較上一代Audi 100推出時創下的0.30轎車低風阻紀錄進步。

## C5 (1998-2004)

奥迪A6 C5
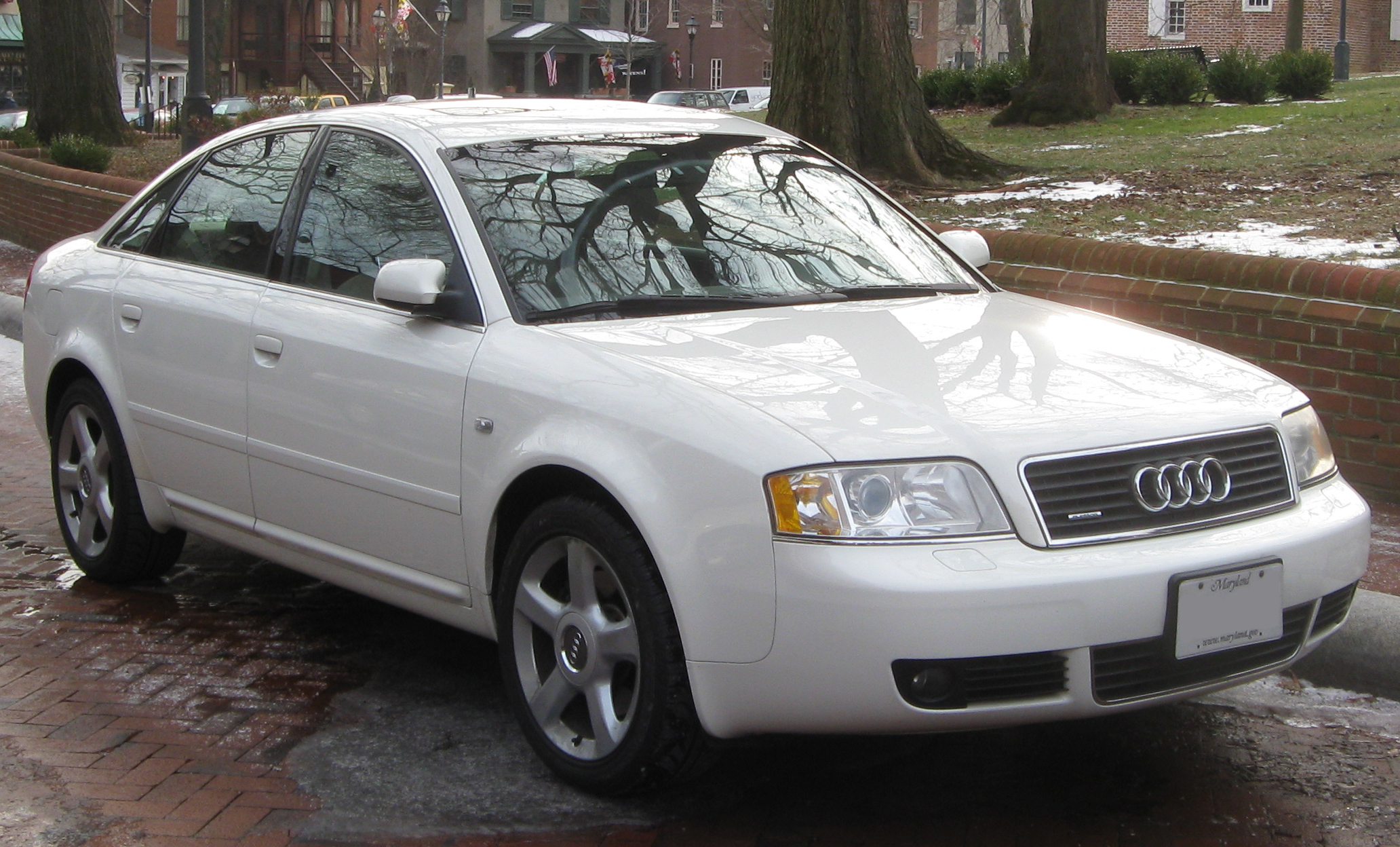
奥迪A6
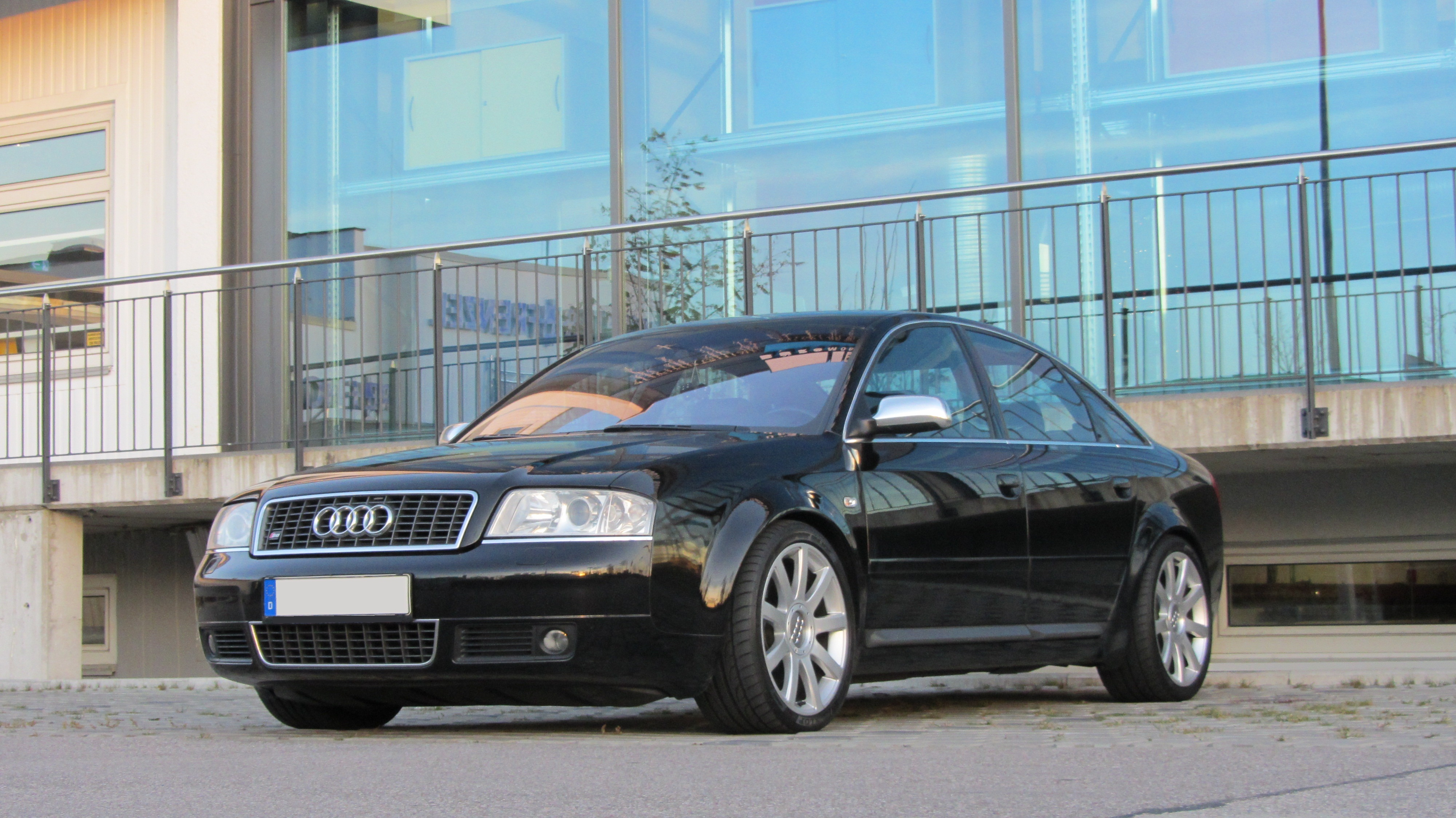
奥迪S6
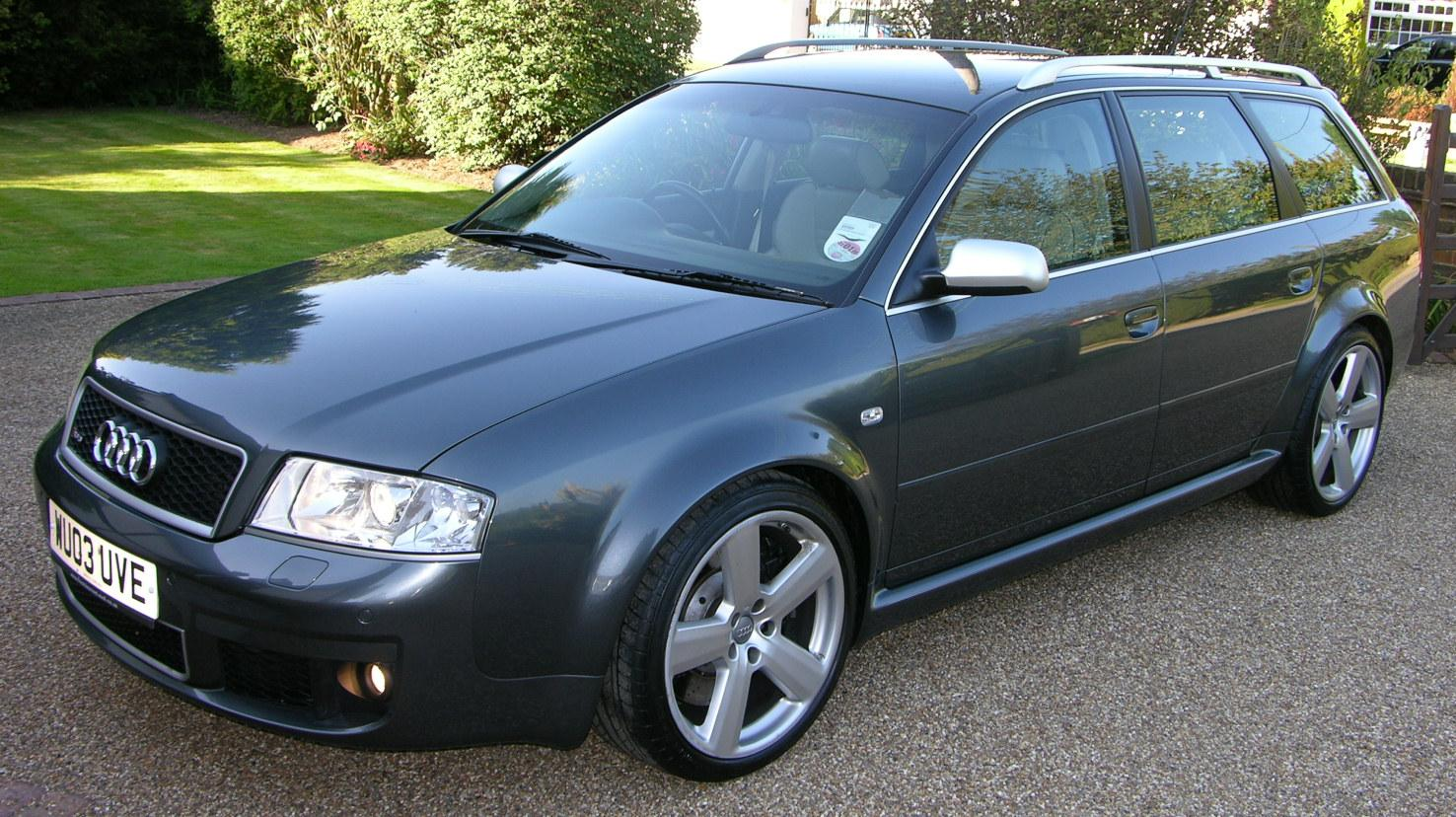
奥迪RS6

## C6 (2004-2011)

奥迪A6 C6
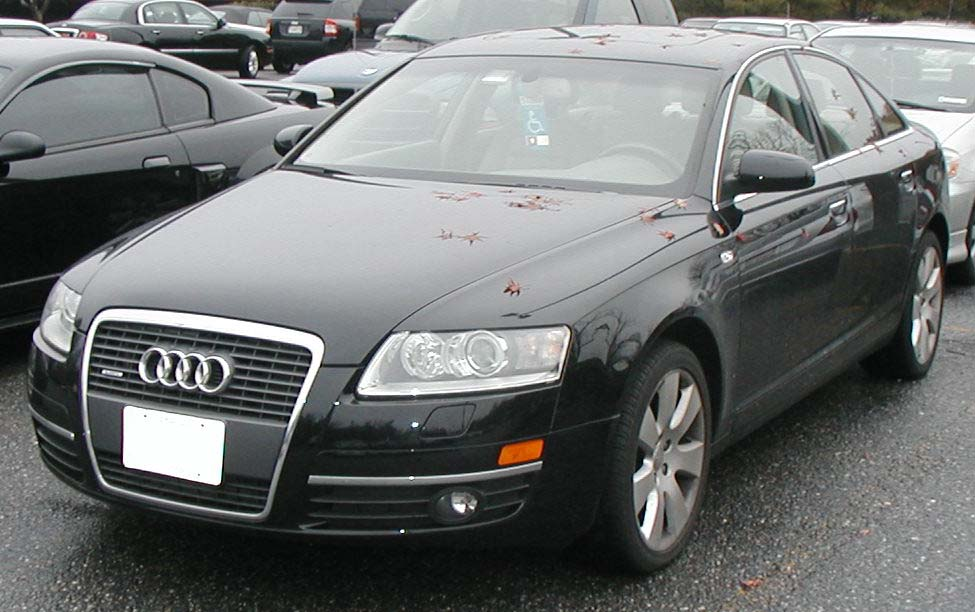
奥迪A6
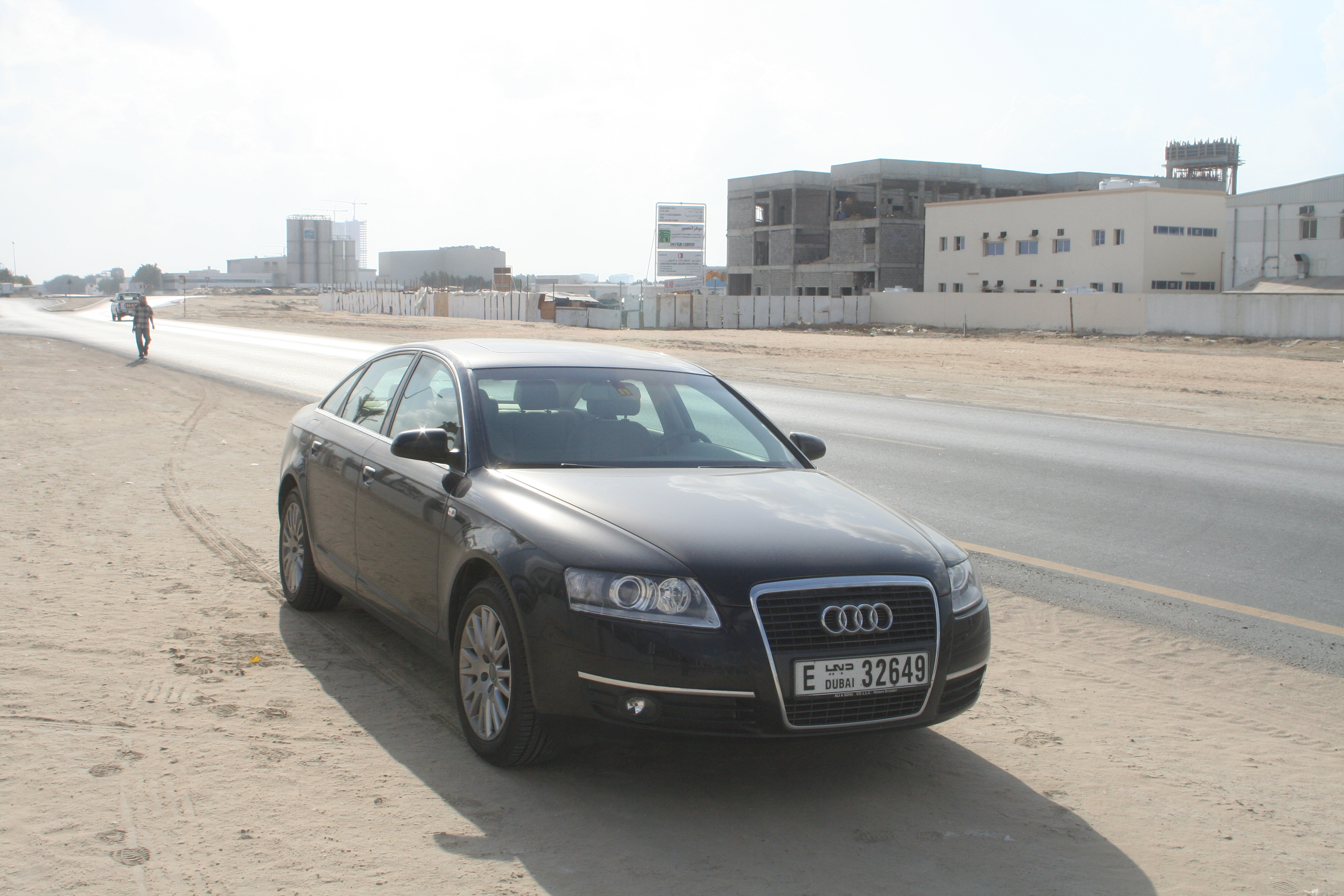
奥迪A6

## C7 (2011-2018)

奥迪A6 C7
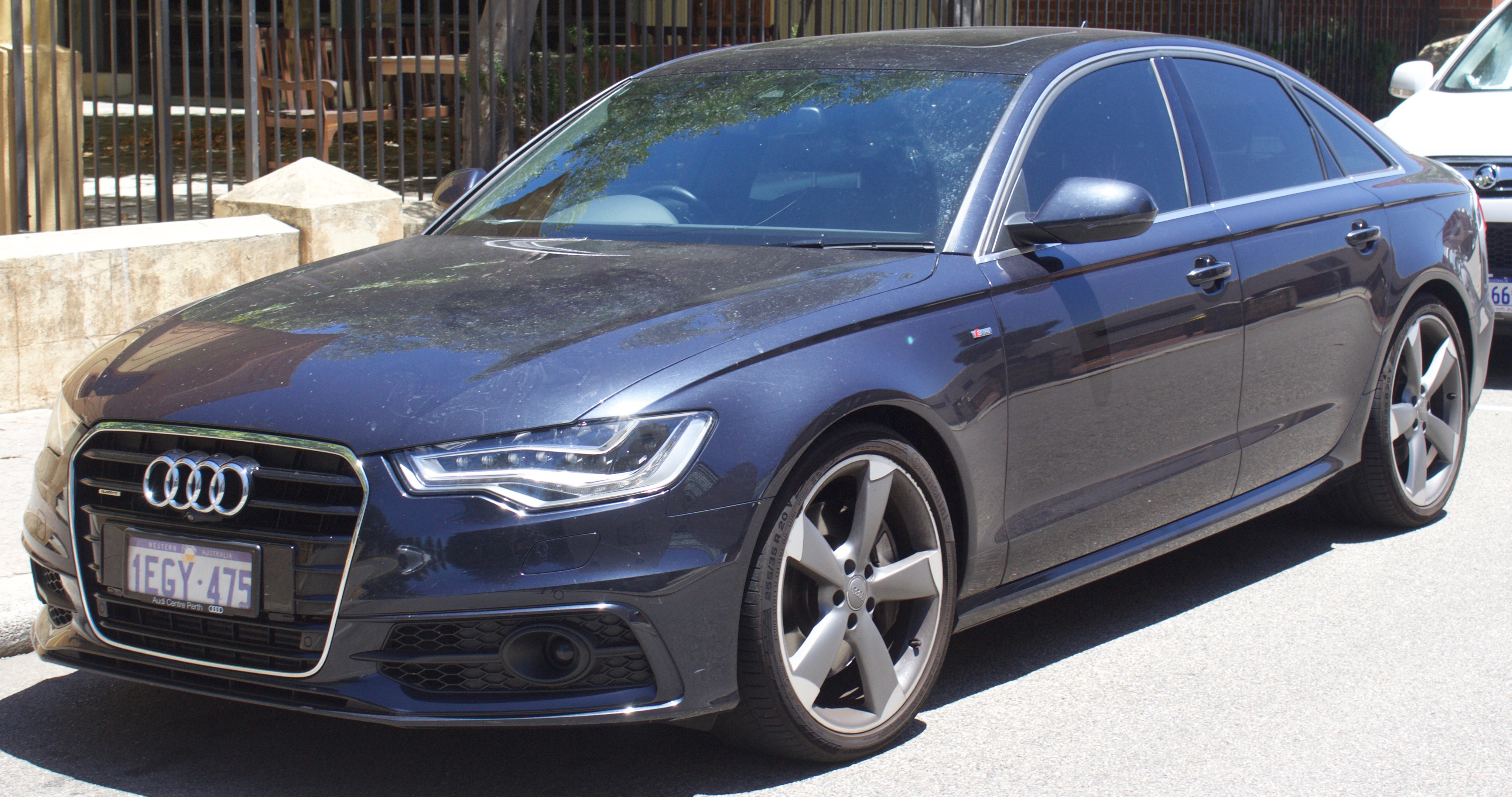
奥迪A6

C7世代的Audi A6發表於2010年12月，採用Volkswagen MLB 模組化平台打造。

### C7小改款 (2015-2018)

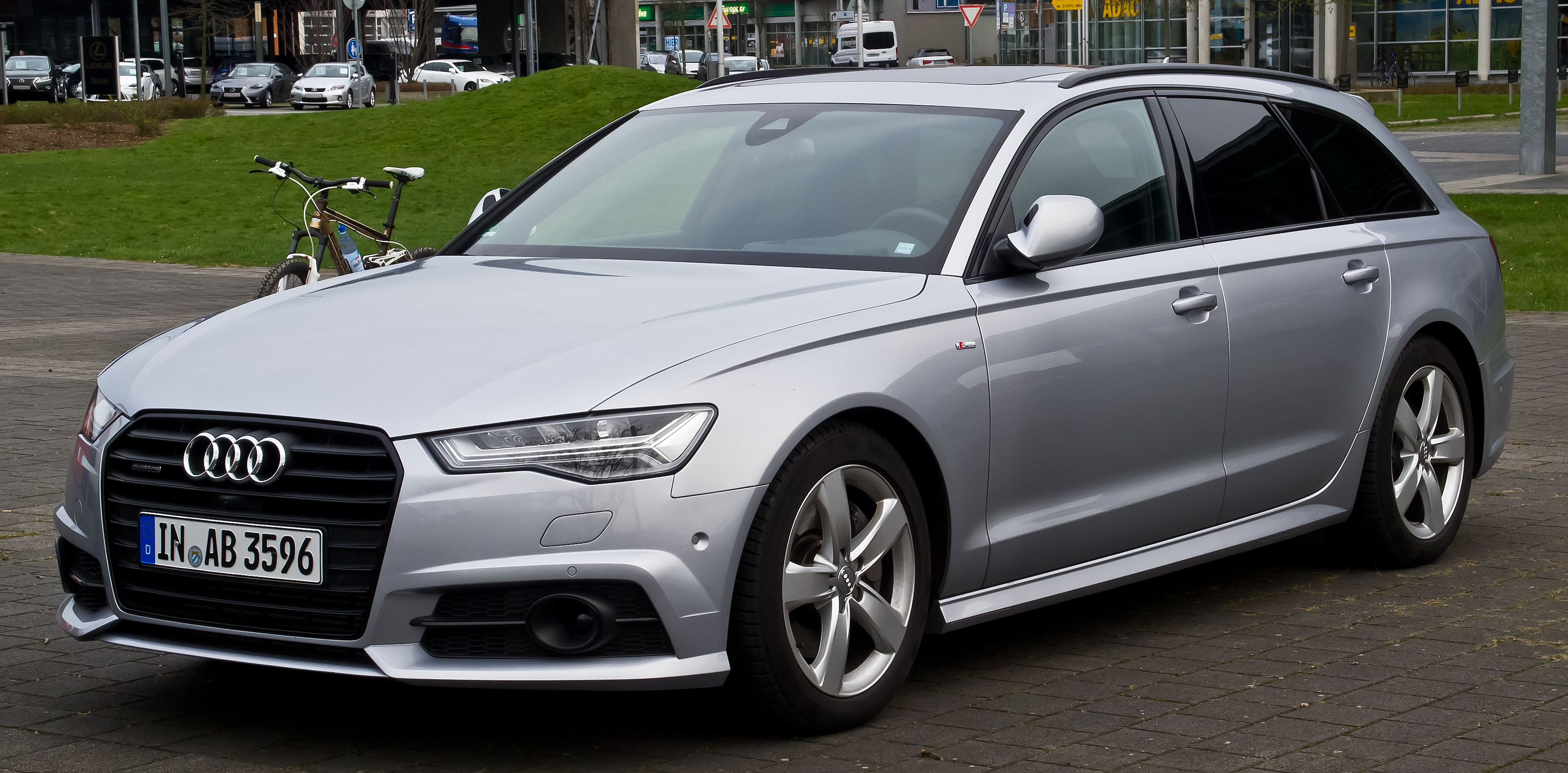
2015 Audi A6 avant
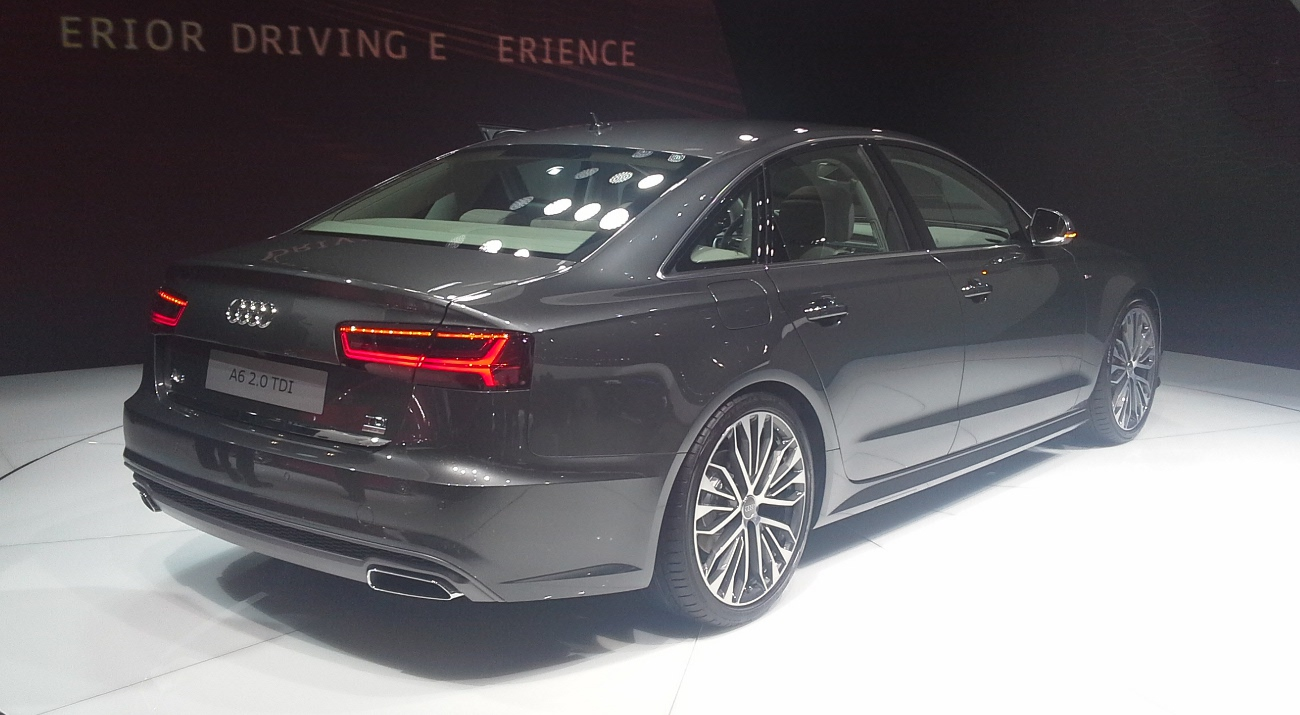
2015 Audi A6 sedan
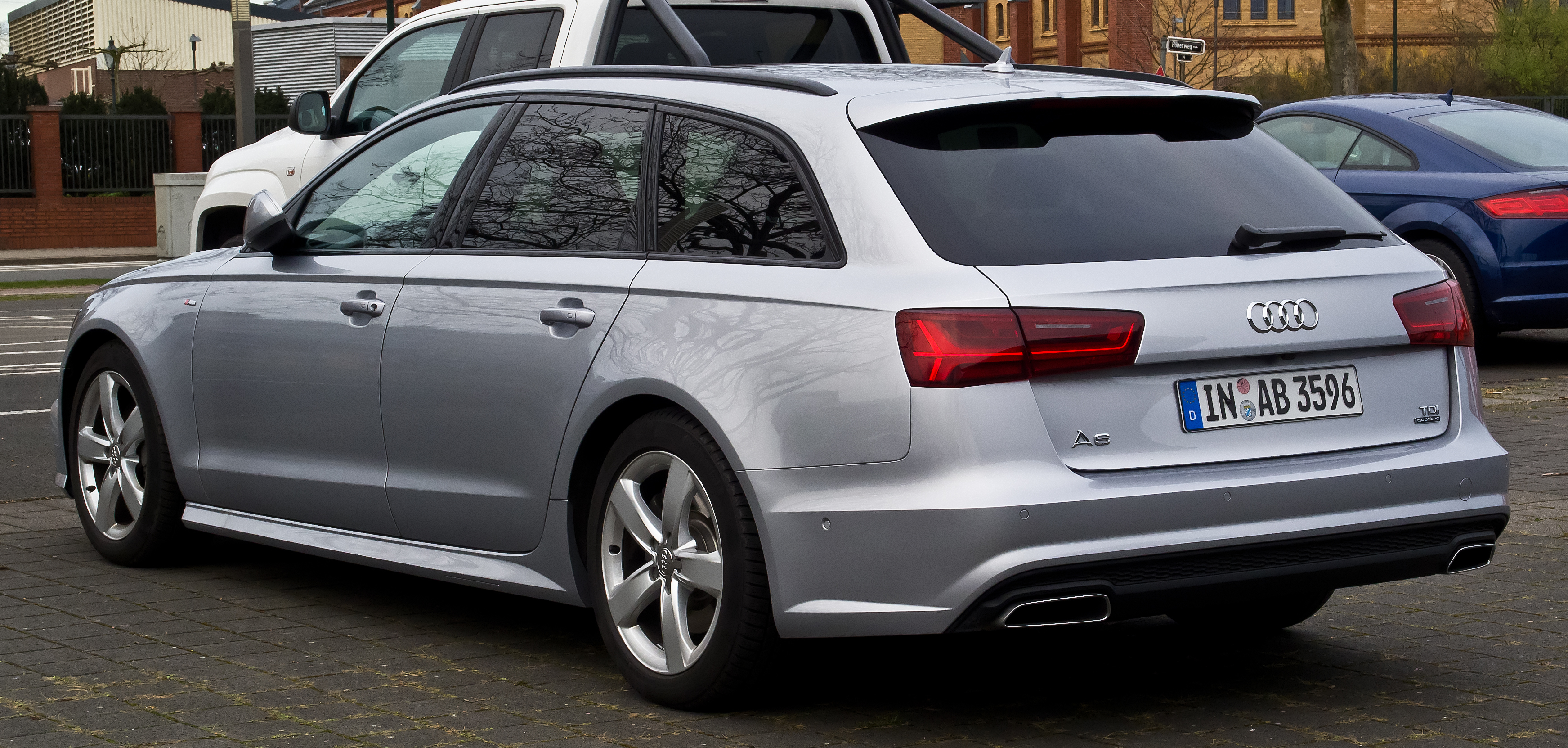
2015 Audi A6 avant

C7小改款Audi A6，為Audi於2014年9月法國巴黎車展發表。

### A6 L (2012–)
- Audi A6 L (China) Front
- Audi A6 L (China) Rear
- Audi A6 L Facelift (China)

### S6 (2012–2018)
- 2015 Avant (S6)
- 2015 Avant (S6)
- 2015 sedan (S6)

## C8（2018至今）

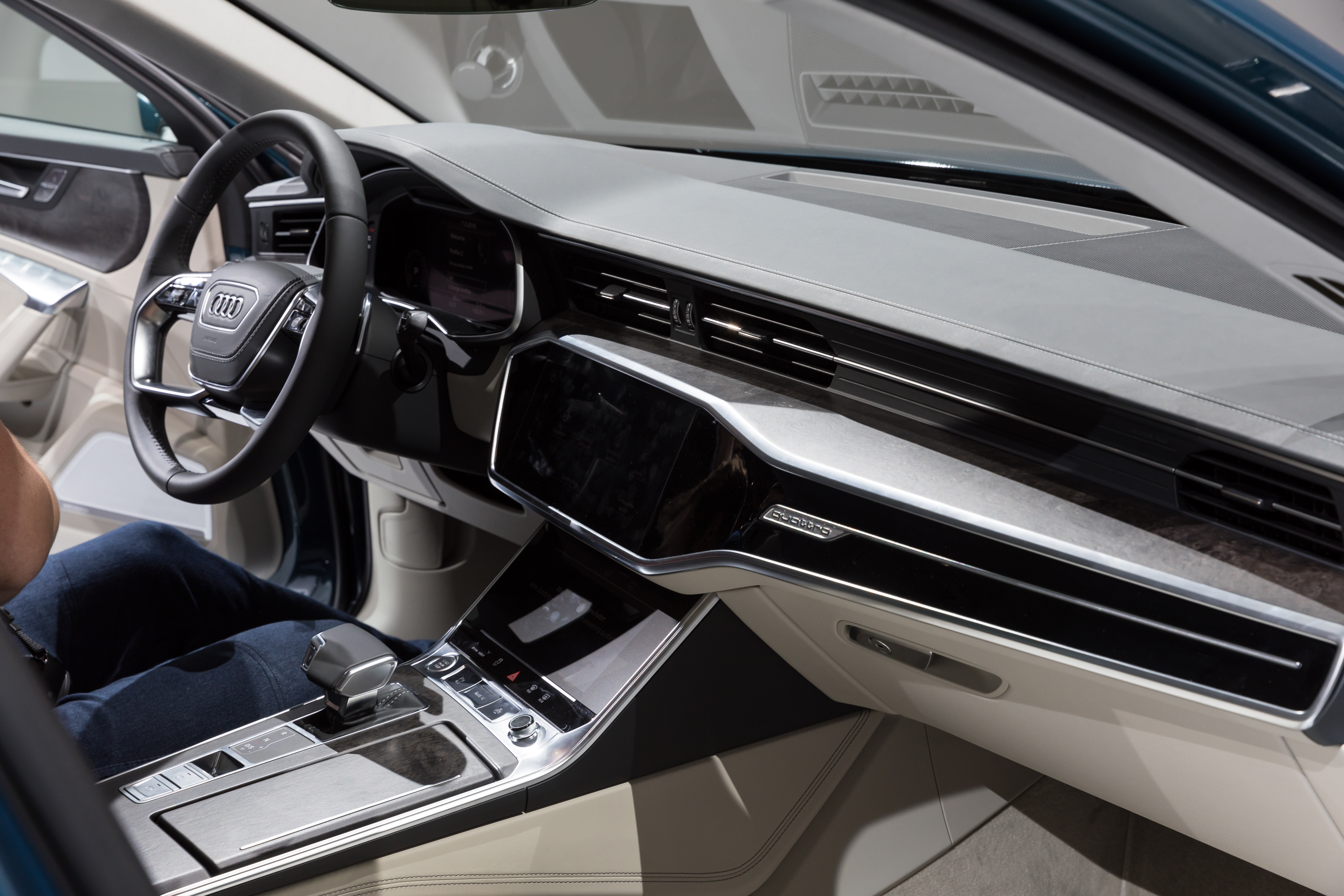
A6 C8內飾

第五代奧迪A6在2018年日內瓦車展上亮相，預計于2018年6月開始在德國上市。這款A6的引擎將全部採用轻度混合动力，每百公里油耗可降至0.7升。

## 中国市场
从1999年起，奥迪A6由一汽-大众汽车有限公司在长春生产。目前，新款奥迪A6车在中国大陆由一汽-大众汽车有限公司生产，并针对中国市场进行加长，命名为奥迪A6L。
Dunne & Company说2011年中国销量是约合50%的奥迪A6销量。

## 外部連結
- Audi A6，官方網站